# موسوميلي
موسوميلي (بالإيطالية: Mussomeli)‏ هي مدينة وبلدية في مقاطعة كالتانيسيتا في جزيرة صقلية جنوبي إيطاليا.

## السكان
في سنة 1861 بلغ عدد السكان 8٬660 نسمة، وتطور العدد ليصل في سنة 2011 لـ 11٬010 نسمة.
يظهر هذا المخطط البياني تطور النمو السكاني لـ موسوميلي